# Aventin

Schematische Karte der sieben Hügel Roms

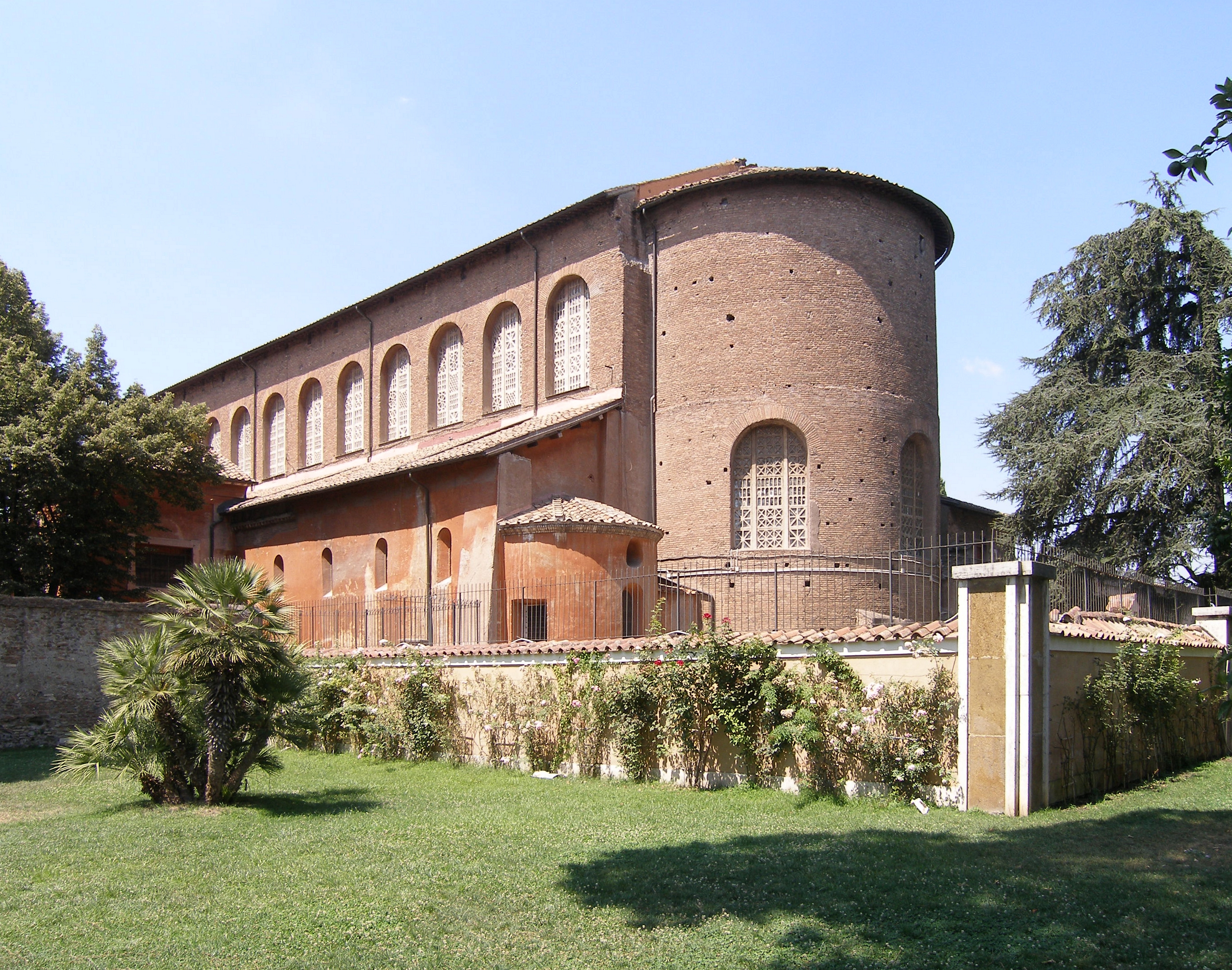
Außenansicht der Basilika Santa Sabina auf dem Aventin

Der Aventin (italienisch Monte Aventino, lateinisch Mons Aventinus) ist der südlichste der sieben Hügel, auf denen das antike Rom erbaut war. Er besteht aus zwei Erhebungen, die zu Ripa, dem heutigen zwölften Rione (Stadtteil) Roms, gehören.

## Etymologie
Nach antiken etymologischen Ableitungen soll der Hügel entweder nach den Vögeln (lateinisch Aves) benannt worden sein oder nach dem mythischen König Aventinus Silvius von Alba Longa oder nach dem König Aventinus der Aboriginer, die beide auf dem Hügel bestattet worden seien. Zu weiteren erwogenen Ableitungen des Namens des Aventins gehörten u. a. seine Benennung nach einem gleichnamigen Sohn des Hercules und der Priesterin Rhea sowie nach dem im Land der Sabiner gelegenen Fluss Avens.

## Geografie
Die nordwestliche Höhe, der eigentliche Aventin, ist nahe dem Tiber südwestlich vom Palatin gelegen und von diesem durch das Tal des Circus Maximus getrennt. Die berühmtesten heutigen Sehenswürdigkeiten der Erhebung sind die Kirche Santa Sabina sowie Santa Maria del Priorato, die Kirche des Priorats des souveränen Malteserritterordens. Südöstlich dieses sich 41–45 m über den Meeresspiegel erhebenden Hügels liegt eine zweite, etwas niedrigere Erhebung, auf der sich unter anderem die Kirchen Santa Balbina all’Aventino sowie San Saba befinden. Während der Ära der römischen Republik (5.–1. Jahrhundert v. Chr.) wurden beide Anhöhen wohl als eine Einheit betrachtet, doch hatten sie ursprünglich vielleicht unterschiedliche Namen geführt. Bei der Einteilung Roms in Regionen durch Augustus schlug der Kaiser den eigentlichen Aventin (Aventinus maior) der 13. Region, die südöstliche Spitze (Aventinus minor) hingegen der 12. Region zu.

## Geschichte

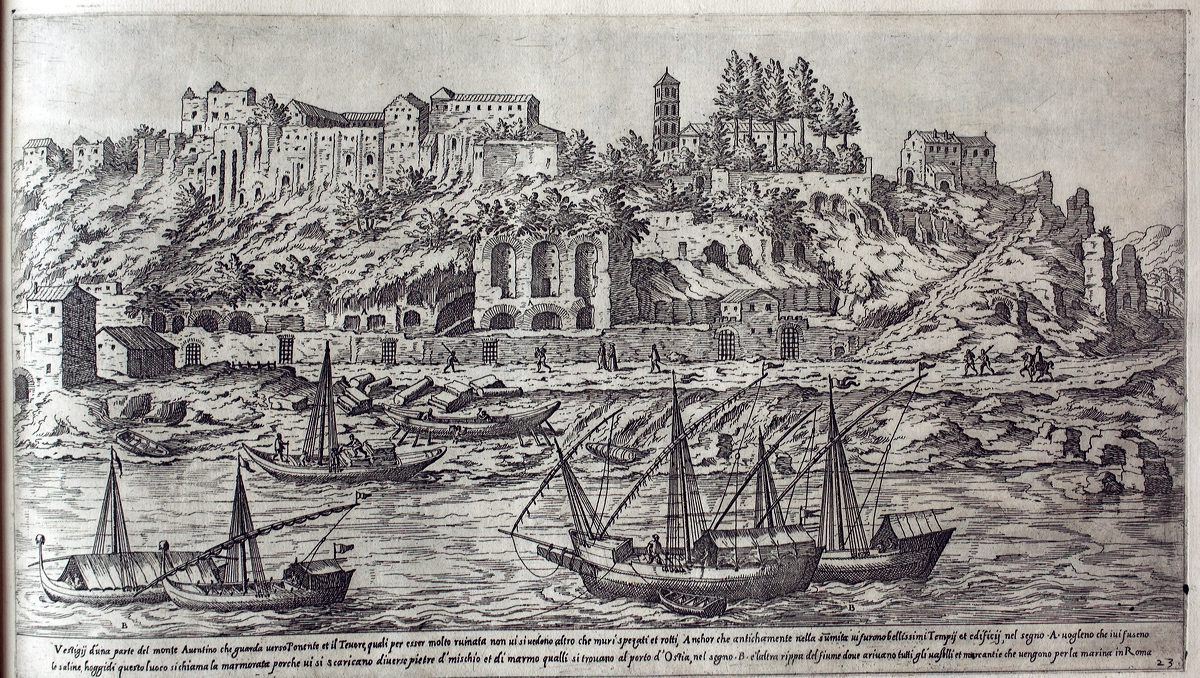
Der Aventin (1575)

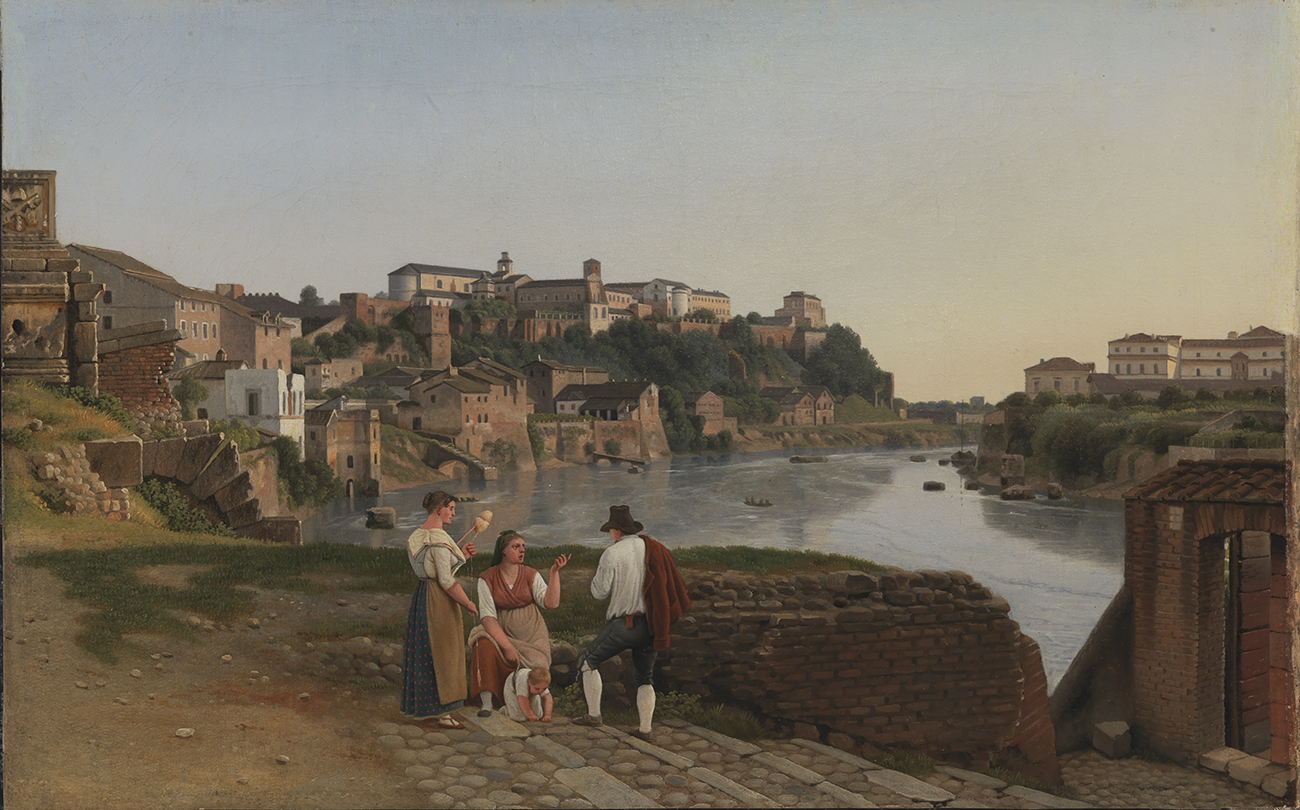
Der Aventin (ca. 1815 von Eckersberg)

Große Bedeutung hatte der Aventin in der Römischen Mythologie. Der menschenmordende, feuerspeiende Riese Cacus hauste laut Vergil in einer Höhle am Aventin und wurde von Hercules erschlagen, weil er diesem einen Teil der Rinderherde des Geryon gestohlen hatte. Laut der Gründungslegende Roms überließen die Brüder Romulus und Remus den Göttern die Entscheidung, welcher von ihnen beiden das Recht haben sollte, die neuzugründende Stadt anzulegen, zu benennen und zu beherrschen. Sie vereinbarten, eine Vogelschau durchzuführen, und wer von ihnen zuerst eine Geierschar sehen werde, wäre Sieger. In der älteren Version der Sage, die in dem nur fragmentarisch erhaltenen historischen Epos des römischen Dichters Ennius greifbar ist, hielt Romulus die Vogelschau von einer der beiden Anhöhen des Aventins aus, Remus aber andernorts, vermutlich vom südöstlichen Hügel des Aventins aus. Die jüngere Tradition lässt hingegen Romulus die Auspizien auf dem Palatin und Remus auf dem Aventin vornehmen. Romulus gewann den Wettbewerb und gründete Rom. Nachdem Remus von seinem Bruder oder einem von dessen Männern getötet worden war, wurde er an der Stätte Remuria begraben, die einigen Autoren zufolge auf dem Aventin gelegen gewesen sein soll.
Nach dem überwiegenden Teil der antiken Überlieferung habe der vierte König Roms, Ancus Marcius, dessen Regierung in die zweite Hälfte des 7. Jahrhunderts v. Chr. gesetzt wird, die erste Besiedlung des Aventins veranlasst. Der sechste König Roms, Servius Tullius, sei sodann der Bauherr des auf dem Aventin gelegenen Tempels der Diana gewesen, der als gemeinsames Heiligtum des latinischen Bundes diente. Obwohl der eigentliche Aventin schon seit dem 6. Jahrhundert v. Chr. von der angeblich während der Regierung des Servius Tullius entstandenen Servianischen Stadtmauer eingeschlossen war, befand er sich außerhalb des Pomeriums.
Nach dem Ende der römischen Königszeit und dem Beginn der Republik befand sich der Aventin in staatlichem Besitz, stellte also einen Ager publicus dar. Gemäß der um 456 v. Chr. beschlossenen Lex Icilia wurde das dortige Gemeindeland in kleinen Parzellen der Plebs übereignet. Im Gegensatz zum gegenüberliegenden patrizischen Palatin war der Aventin also zunächst plebejisches Siedlungsgebiet und auch ein Geschäftsviertel. In der Zeit der frühen Republik fand das geschäftliche Treiben vor allem an den Nordhängen des Hügels, etwa am Forum Boarium, statt. Bereits 494 v. Chr. sollen die Plebejer aus Rom ausgezogen sein und sich laut dem älteren Annalisten Lucius Calpurnius Piso Frugi auf den Aventin, nach der jüngeren Tradition hingegen auf den Mons Sacer begeben haben, um durch diese Kampfmaßnahme das wirtschaftliche Leben Roms lahmzulegen und so ihre Forderungen durchsetzen zu können. Eine zweite solche Sezession der Plebs auf den Aventin habe sich 449 v. Chr. ereignet. 391 v. Chr. weihte der Politiker und Feldherr Marcus Furius Camillus den nach der Eroberung der etruskischen Stadt Veji errichteten Tempel der Iuno Regina. Auf dem Aventin befanden sich außerdem unter anderem der Tempel der Mondgöttin Luna, des Iuppiter Libertas und der Minerva sowie der Tempel der Bona Dea. Ennius besaß auf dem Hügel ein Privathaus.

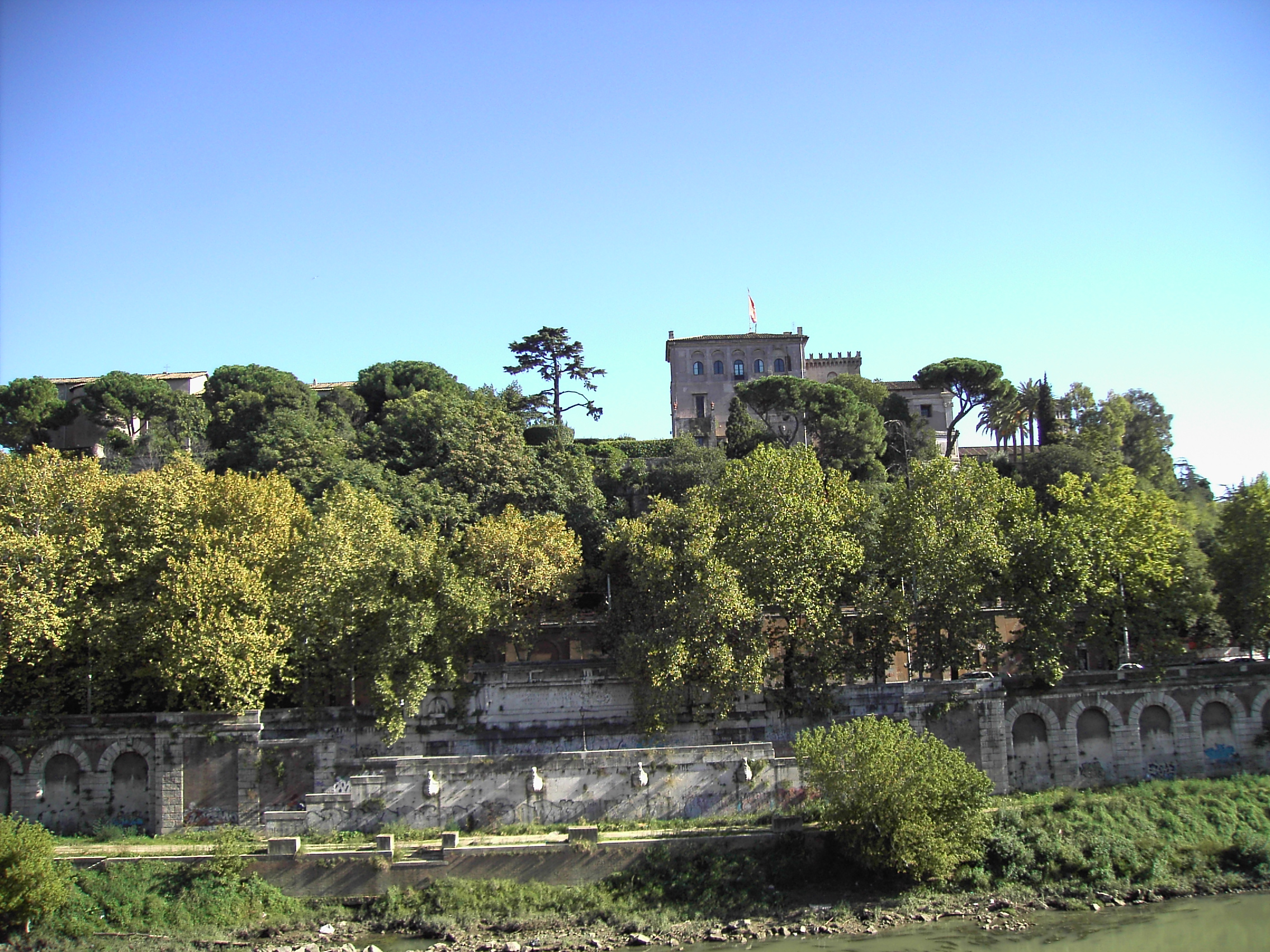
Die Villa del Priorato di Malta auf dem Aventin

Während der römischen Republik war der Aventin immer wieder Nährboden für soziale Unruhen, etwa unter dem Tribunat des Gaius Sempronius Gracchus, der sich kurz vor seinem Tod 121 v. Chr. zuerst in den auf der Erhebung gelegenen Diana-Tempel flüchtete. Im 1. Jahrhundert n. Chr. vollzog sich eine langsame Wandlung des Charakters des Aventin, der nun vermehrt ein beliebtes Wohngebiet der wohlhabenderen Bevölkerungsschichten wurde. 47 n. Chr. erweiterte Kaiser Claudius das Pomerium Roms, so dass nun auch der Aventin dazu gehörte. Die Kaiser Vitellius, Trajan und Hadrian wohnten zeitweise auf dem Hügel, der auch als Standort für die während der Regierungszeit Trajans (98–117) errichteten Thermen des Lucius Licinius Sura sowie die um 250 angelegten Thermen des Decius diente. Als die Westgoten unter ihrem König Alarich I. 410 Rom eroberten, plünderten und zerstörten sie nahezu gänzlich die reichen Villen auf dem Aventin. Kaiser Otto III. ließ sich während seines Italienaufenthalts 997–999 auf dem Aventin eine kaiserliche Pfalz errichten.
1924 verließen viele antifaschistische Abgeordnete nach der Ermordung von Giacomo Matteotti die italienische Abgeordnetenkammer und zogen sich, wie einst die um ihre Rechte kämpfenden Plebejer, auf den Aventin zurück. Durch diesen Schritt beendete diese sich Aventinianer nennende Gruppierung auch ihre politische Tätigkeit. Ihre Organisation wurde nach der Festigung der Position Benito Mussolinis aufgelöst.
Heute ist der Aventin eine ruhige, grüne, aber auch sehr teure Wohngegend in der römischen Altstadt.

## Literatur

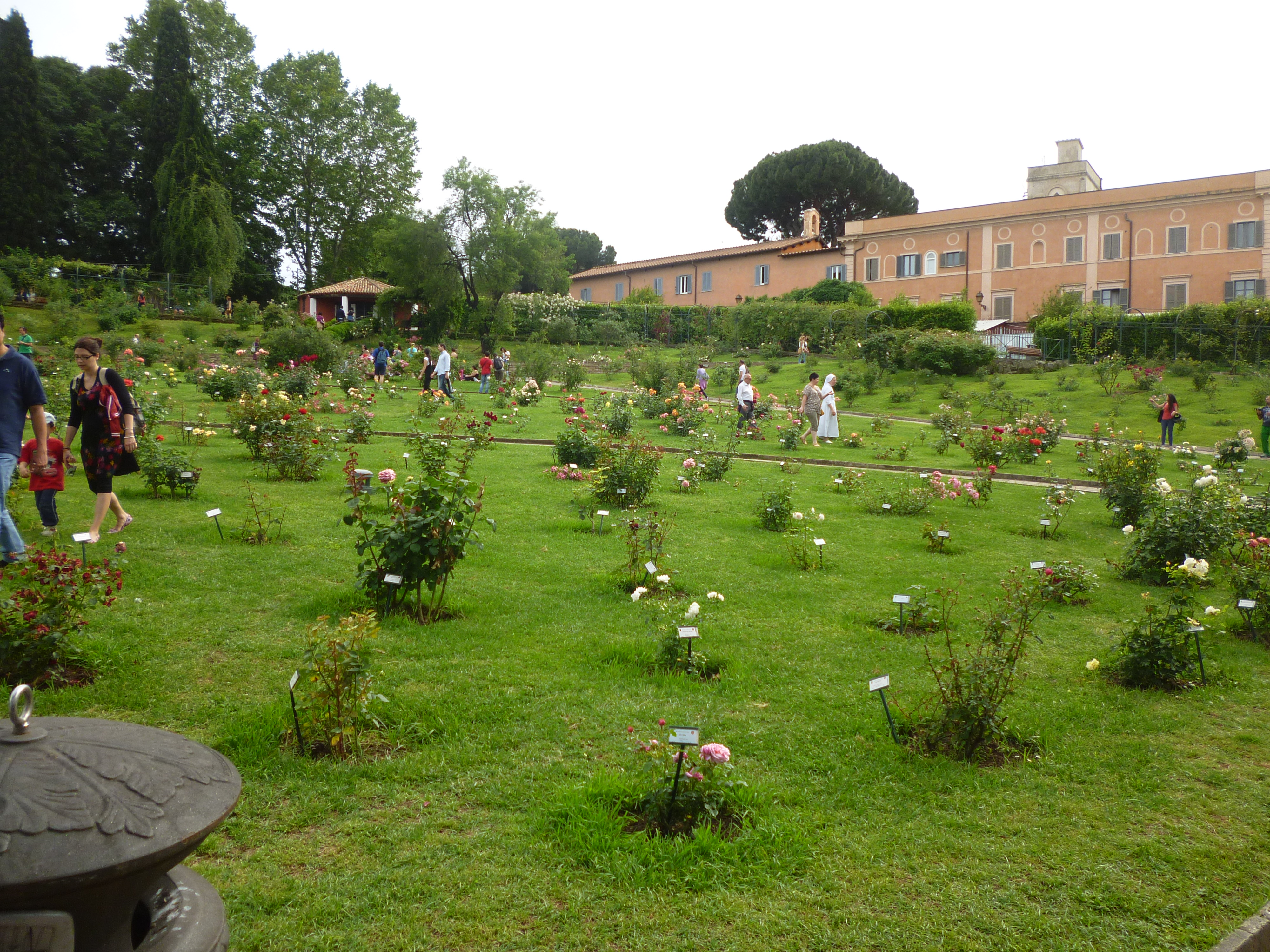
Rosengarten (Roseto comunale, 1645–1934 jüdischer Friedhof)

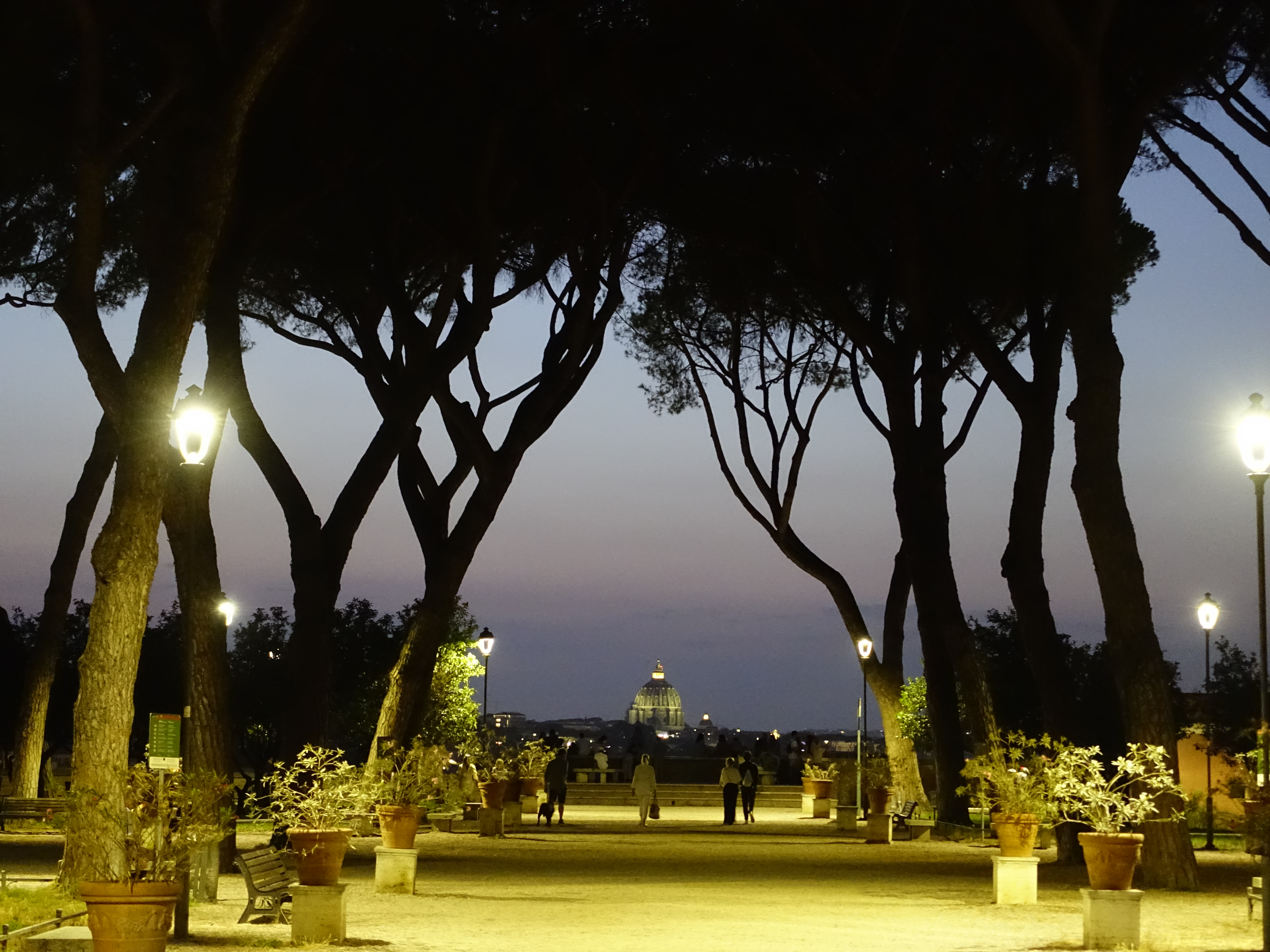
Orangengarten (Giardino degli Aranci)